# Stanley Bate
Pour les articles homonymes, voir Bate.
Stanley Bate (né Stanley Richard Bate à Plymouth, le 12 décembre 1911, et mort à Londres le 19 octobre 1959) est un compositeur et pianiste britannique.

## Biographie
Bate a reçu une formation précoce en musique et avait déjà composé deux opéras à l'âge de vingt ans. Il a étudié avec Ralph Vaughan Williams, R.O. Morris, Gordon Jacob et Arthur Benjamin, puis à Paris avec Nadia Boulanger et à Berlin avec Paul Hindemith. Il a écrit la musique de scène pour des spectacles de théâtres allemands, et s'est produit en Australie et aux États-Unis en tant que pianiste. Bate était ouvertement gay mais fut marié à sa compatriote, la compositrice Peggy Glanville-Hicks de 1938 à 1949, avant de divorcer. Après plusieurs années passées en Amérique, où Bate et Glanville-Hicks avaient emménagé en 1942, il revint à Londres; il connut moins de succès dans son pays natal qu'à l'étranger, et le manque d'intérêt pour ses œuvres le conduisirent à se suicider en 1959. Il y a eu un regain d'intérêt pour sa musique avec les enregistrements de référence de ses symphonies 3 & 4 par Martin Yates avec le Royal Scottish National Orchestra pour le label Dutton Epoch.

## Œuvres principales
Les œuvres de Bate sont influencées par Paul Hindemith, Ralph Vaughan Williams et William Walton.

### Musique dramatique

#### Opéras
- The Forest Enchanted, 1928
- All for the Queen, 1929–30

#### Ballets
- Eros, 1935
- Goyescas, 1937
- Juanita (mime-ballet), 1938
- Cap over Mill, op.27, 1939
- Perseus, op.26, 1939
- Dance Variations, op.49, 1944–6
- Highland Fling, 1946
- Troilus and Cressida, op.60, 1948

#### Musique de scène
- Electra (Sophocle), 1938
- Bodas de Sangre (Federico García Lorca), ca. 1938
- The Cherry Orchard (Anton Tchekhov), ca. 1938
- Twelfth Night (Shakespeare), ca. 1938
- The White Guard, ca. 1938
- The Patriots (pièce) (Sidney Kingsley), 1944

### Musique de films
- The Fifth Year, 1944
- Jean Helion, 1946
- The Pleasure Garden, de James Broughton (1953)
- Light through the Ages, 1953

### Musique instrumentale

#### Œuvres avec orchestre
- Concertante, op.24, 1936–8
- Concertino, op.21, 1937
- Symphonie no.2, op.20, 1937–9
- Sinfonietta no.1, op.22, 1938
- Concerto pour piano no.2, op.28, 1940
- Symphonie no.3, op.29, 1940
- Concerto pour violon no.2, op.42, 1943
- Sinfonietta no.2, op.39, 1944
- Concerto pour alto, op.46, 1944–6
- Haneen, op.50, 1944
- Pastorale, op.48a, ca. 1946
- Concerto pour violon no.3, op.58, 1947–50
- Concerto pour piano no.3, op.66, 1951–2
- Concerto grosso, 1952
- Concerto pour clavecin, 1952–5
- Concerto pour violoncelle, 1953
- Symphonie no.4, 1954–5
- Concerto pour piano no.4, ca. 1955
- Concerto pour piano no.5, 1958

#### Musique de chambre
- Sonata, op.11, 1937
- 5 Pièces, op.23, ca. 1937
- Sonatine, op.12, 1938
- Quatuor à cordes no.2, op.41, 1942
- Sonate no.1, op.47, 1946
- Sonate, op.52, 1946
- Fantaisie, op.56, 1946–7
- Recitative, op.52a, 1946–7
- Pastorale, op.57, ca. 1947
- Sonate no.2, 1950

#### Piano
- 6 Pièces pour un enfant prodige, op.13, ca. 1938
- 2 Sonatinas, op.19, 1939–41
- Romance et Toccata, op.25, 1941
- Sonatines nos.3–9, opp.30–6, 1942–3
- Overture to a Russian War Relief Concert, op.37, ca. 1943
- 3 Pièces, op.38, 1943
- Sonate no.1, op.45, 1943
- Suite, op.44, 1943
- 3 Mazurkas, op.38a, 1944
- Sonate no.2, op.59, 1947
- Sonate no.3, op.62, 1949
- 17 Préludes, op.64, 1949
- Prélude, Rondo et Toccata, 1953

### Musique vocale
- Incantations (E. Jolas), op.48
- 4 Chants (A.E. Housman), op.51, 1945
- Pomes Penyeach (James Joyce), op.53, 1946
- 3 Chants (C. Day-Lewis, E. Sitwell, Joyce), op.55, 1946
- 3 Chants (Hilaire Belloc), op.61, 1947–8
- 6 Chants (S. Smith), 1952

## Sources
- (en) Cet article est partiellement ou en totalité issu de l’article de Wikipédia en anglais intitulé « Stanley Bate » (voir la liste des auteurs).